# 王崇芳
王崇芳（1936年—2025年5月26日），是来自中国江苏镇江的退休中学英语教师，世界语翻译者，世界语词典编纂者。王崇芳在高等学校学习了汉语，成为一名英语中学教师。他还自学了俄语、法语、日语，并略懂拉丁语。

## 世界语活动
1950年代中期，王崇芳还是位17岁的青年。那时，他自学了世界语，不久便开始与外国人进行通信。他的一些小作品很早就发表在国外杂志上。他早期就开始记录在阅读中遇到的“各种生动活泼的语式和表达各种复杂思想细微差别的手段”，并将它们收录在私人卡片上，最终作为《世界语插图词典》（Plena Ilustrita Vortaro）的补充进行整理。
在1980年代，王崇芳受邀参与编撰《世界语汉语词典》，该词典由张闳凡主编。这部词典收词全，译语准确，堪称《世界语插图大词典》（PIV）的汉语版，于1987年出版（计1035页）。
同时，他也开始从汉语和英语向世界语进行翻译工作。1989年，他翻译了《周恩来传》，1994年翻译了《中国陶瓷》，1996年翻译了《论语》，此外还有小说《骆驼祥子》。

## 2007年《汉语世界语大词典》
从1993年开始，王崇芳编写了迄今为止最全面的汉语世界语词典（简称“汉世词典”），最初在卡片上进行，后来使用电脑完成。该词典于2007年底由中国世界语出版社联合广东省世界语协会和江苏省世界语协会出版，共发行2000册。这本词典包含近100,000个条目，凡1246页，是迄今为止最大的民族语言-世界语词典之一。

## 著作

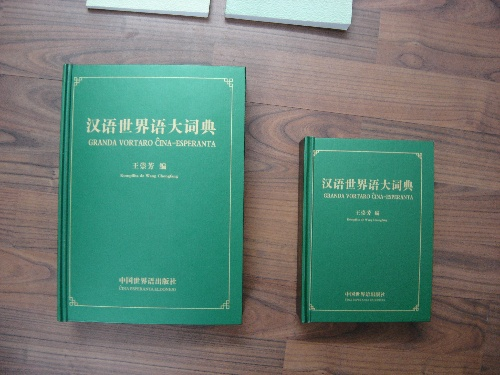
《中文-世界语大词典》

- 2015：世界语汉语大词典。王崇芳编著。北京：外文出版社，1563页。ISBN 9787119093420[5]
- 2007：汉语世界语大词典 - 献给世界语进入中国一百周年纪念。王崇芳编著。[出版地不详]：中国世界语出版社, 2007, 1246页。ISBN 978-988-97558-1-2
- 1993：同音异义词与多义词的分解与区分。收录于：《世界语研究》。北京1993年，第200 - 207页

## 翻译作品
- 1988：老舍《骆驼祥子》 / 王崇芳译。北京：中国世界语出版社，319页。ISBN 7505200232[6]
- 1989：方百成《周恩来传》 / 王崇芳译。第一版。北京：中国世界语出版社，253页，38页。（从英文翻译）ISBN 7-5052-0038-0
- 1996：孔丘《论语》 / 王崇芳译。第一版。北京：中国世界语出版社，113页。ISBN 7-5052-0289-8
- 1994：赵宏生《中国陶瓷》 / 王崇芳译。北京：中国世界语出版社，223页，包含多幅插图（从中文翻译）。ISBN 7-5052-0087-9
- 2012：老子《道德经》 / 王崇芳译。北京：外文出版社，219页。ISBN 9787119074252 [7]
- 2017：六祖大师法宝坛经 / 王崇芳译。[8]
- 2022：孙武《孙子兵法》 / 王崇芳译。Embres-et-Castelmaure, 世界社会大会（MAS），80页，双语版本（中文和世界语）（= MAS图书编号285），ISBN 978-2-36960-308-5
- 2023: 《论语》/ 王崇芳译。Embres-et-Castelmaure, 世界社会大会（MAS），268页（= MAS图书编号274），ISBN 978-2-36960-324-5
- 2023：《菜根谭》/ 王崇芳译。首尔，Azalea出版社（Eldonejo Azalea)，146页，ISBN 9791191643855[9]
- 2024：《一束永不凋谢的神州花》（ĈINA ETERNA BUKEDO）/ 王崇芳译。纽约，Mondial出版社（Eldonejo Mondial），277页，ISBN 9781595694782 [10]